# Гознак
Акционерное общество «Гозна́к» (прежние названия — Экспедиция заготовления государственных бумаг; Главное управление производством государственных знаков, монет и орденов; Объединение государственных предприятий и организаций по производству государственных знаков Министерства финансов Российской Федерации, Федеральное государственное унитарное предприятие «Гознак») — российское предприятие, занимающееся исследованиями, разработкой и производством в области государственных знаков.
В настоящее время представляет собой акционерное общество, единственным акционером которого является Российская Федерация в лице Федерального агентства по управлению государственным имуществом. Имеет восемь филиалов — семь производственных предприятий (Московская печатная фабрика, Московская типография, Московский монетный двор, Санкт-Петербургский монетный двор, Санкт-Петербургская бумажная фабрика, Пермская печатная фабрика, Краснокамская бумажная фабрика) и один Научно-исследовательский институт Гознака. Входит в перечень системообразующих организаций России.
За «поддержку действий, угрожающих территориальной целостности и независимости Украины», находится под международными санкциями стран Европейского союза, США, Великобритании и ряда других стран.

## История

### Дореволюционный период
Предприятие было основано распоряжением императора Александра I 21 августа (2 сентября) 1818 года в Санкт-Петербурге как Экспедиция заготовления государственных бумаг в составе Министерства финансов.
В строительстве и работе ЭЗГБ в первые годы деятельное участие принимал Августин Бетанкур (1758—1824).
Первым Управляющим ЭЗГБ был князь Александр Николаевич Хованский, сенатор, управляющий всеми ассигнационными банками. Он руководил ЭЗГБ 32 года.
В мае 1839 года в Экспедиции была открыта первая в мире гальванопластическая мастерская для размножения медных клише. Мастерская открывается при участии Бориса Семёновича Якоби, известного российского физика и электротехника, годом раньше объявившего об изобретении гальванопластики.
В 1857 году ЭЗГБ отпечатала тираж первой российской марки. Марки печатались на особой бумаге с водяными знаками, изготовленной в ЭЗГБ. Автором эскиза первой русской марки был гравер ЭЗГБ Франц Михель Кеплер. 1 января 1858 года первая российская почтовая марка вышла в обращение.
В 1861 году ЭЗГБ возглавил Фёдор Фёдорович Винберг, руководивший Экспедицией 28 лет. Под его управлением прошли реформа и реконструкция ЭЗГБ. Годы под руководством Винберга называют вторым рождением ЭЗГБ.
В 1863 году художник-фотограф ЭЗГБ Г. Н. Скамони разработал способ получения гальванопластических копий с желатиновых и металлических рельефов. Фотомеханический способ изготовления и фотоцинкографический способ воспроизводства печатных форм открыли практически неограниченные возможности уменьшения текстовых и изобразительных элементов. Его наставником был Б. С. Якоби, а постоянным консультантом — Дмитрий Иванович Менделеев.
В 1878 году начали вводить электричество для освещения и технических целей. В этом же году на службу в ЭЗГБ поступает Вильгольд Теофил Однер, изобретатель арифмометра. В ЭЗГБ он изобретает машину для автоматической нумерации бумажных денег (до этого нумерация выполнялась вручную).
В 1884 году Экспедиции передано право на изготовление марок для земской почты, которые до этого печатались в земских типографиях. В течение нескольких лет специалисты ЭЗГБ вырабатывают пять казённых стандартов земских марок: островского, арзамасского, бахмутского, петрозаводского и ардатовского типов. Первыми были земские марки, изготовлявшиеся Экспедицией для почты Островского уезда. Марки эти весьма изящного рисунка, небольшого формата, в начале 1884 года печатались в две краски, а затем, в девятисотых годах, в целях удешевления их изготовления, стали печататься в одну краску.
В 1886 году на работу в ЭЗГБ поступил Иван Иванович Орлов, будущий создатель знаменитой орловской печати. В 1890 году был предложен новый способ многокрасочной печати — главное изобретение Орлова. «Орловский раскат», уникальный принцип нанесения на банкноту нескольких красок одновременно, используется при печати защищённых изделий и сегодня.
В 1889 году на пост управляющего ЭЗГБ назначен видный учёный, доктор физических наук, заслуженный профессор Технологического института Роберт Эмильевич Ленц. Он руководил Экспедицией до 1899 года и внёс значительный вклад в реконструкцию и техническое оснащение производства. При нём была технологически разработана и внедрена в производство орловская печать, открыт храм.
В 1891 году Иван Орлов сконструировал свою первую печатную машину. Образец машины был собран в мастерских ЭЗГБ при деятельном участии слесаря Ивана Егоровича Стружкова. В 1882 году Стружков поступил на работу в ЭЗГБ подёнщиком. И. И. Орлов, подбирая людей для осуществления своих планов, привлёк смышлёного слесаря Стружкова. Сам Орлов, не имея технического образования, предлагал только эскизы. Стружков превращал их в чертежи, вытачивал и отливал детали, помогал в сборке машины. В 1899 году, когда И. И. Орлов ушёл из Экспедиции, И. Е. Стружков стал ведущим специалистом в области орловской печати. В 1891 году после окончания физико-математического факультета Санкт-Петербургского университета, в ЭЗГБ пришёл работать Александр Александрович Поповицкий, с именем которого связаны первые шаги многоцветной высокой репродукции в России.
В 1899 году Управляющим Экспедицией был назначен князь Борис Борисович Голицын (1862—1916), выдающийся русский учёный, академик, физик, впоследствии отец русской сейсмологии и сейсмометрии, автор проекта реформы средней школы. Потомок знатного, древнего рода, он получил блестящее образование, окончив Морскую академию, а  затем Страсбургский университет, и был одним из самых образованных и талантливых людей своего времени. С 1899 по 1905 год был управляющим ЭЗГБ, и этот период называют «серебряным веком» Гознака.
Князь Голицын преобразовал ЭЗГБ в образцовое художественно-техническое и бумажно-полиграфическое производство, оснащённое самым лучшим на ту пору оборудованием. При нём во всех отделениях Экспедиции был введён 8-часовой рабочий день, организована девятиклассная школа, в старших классах которой изучали бумажную, фототехническую и печатную специальности. При ЭЗГБ имелись лазарет, магазин, собственный театр, ясли. Голицын расширил граверное отделение. Экспедиция по праву считалась лучшим полиграфическим предприятием России.
По мнению князя Голицына, Экспедиция должна была служить целям просвещения, культурно-эстетического развития народов России. Было задумано издание русских классиков и популярных книг по всем отраслям науки на хорошей бумаге, с иллюстрациями русских художников. Голицын привлёк выдающихся художников и учёных, и в Экспедиции были изданы книги высочайшего художественного уровня. В том числе по инициативе управляющего увидели свет знаменитые русские народные сказки с иллюстрациями Билибина. Книги, альбомы, календари и открытки, изданные в период, когда ЭЗГБ руководил князь Голицын, сегодня входят в число раритетных российских изданий.
Экспедиция обеспечивала не только государственные нужды, но также выполняла на платной основе заказы общественных и частных учреждений на изготовление акций, облигаций, чеков, гербовой бумаги и т. п.

### Советский период
После Октябрьской революции ЭЗГБ была преобразована в Управление фабрик заготовления государственных бумаг, сокращённо Гознак. Реформирование было осуществлено на основании «Положения об управлении фабриками заготовления советских государственных знаков», которое было утверждено Народным комиссариатом финансов РСФСР 6 июня 1919 года.
В 1919 году правление Гознака было переведено в Москву. Ему были подчинены Московская, Петроградская, Пензенская, а затем Пермская и Ростовская фабрики.
В более позднее советское время полное название Гознака звучало как Главное управление производством государственных знаков, монет и орденов, которое подчинялось Министерству финансов СССР. Гознак объединял бумажные и печатные фабрики, монетные дворы.

#### Банкноты, монеты, государственные награды
На предприятиях Гознака печатались денежные знаки для обеспечения наличного денежного обращения СССР и ряда других стран социалистического лагеря. Во время Великой Отечественной войны, в 1941 году, в состав Гознака вошёл Ленинградский монетный двор. В 1942 году на базе артели «Художник-металлист» был создан Московский филиал Монетного двора (в дальнейшем — Московский монетный двор), которому были выделены производственные помещения на территории Московской печатной фабрики. С этого времени Гознак отвечал за производство разменных и памятных монет, государственных наград, памятных медалей.

#### Бланки документов
На предприятиях Гознака печатались бланки советских документов. В их числе изготавливались формуляры документов об образовании единого государственного образца (аттестаты зрелости, дипломы и т. п.) по особой технологии цветопередачи для исключения подделок. Они имели вид единого типографски выполненного, складывающегося вдвое формуляра в плотной картонной обложке. Все формуляры являлись документами особого хранения и выдачи, носили индивидуальный номер.

#### Знаки почтовой оплаты
Печатавшиеся на предприятиях Гознака знаки почтовой оплаты проходили подготовку в ДИЭЗПО. При этом полиграфические предприятия Гознака печатали не только все советские почтовые знаки, но и выполняли заказы для ряда зарубежных стран. За издание почтовых марок отвечала Московская печатная фабрика Гознака (МПФГ); в экспериментальном порядке несколько серий марок (ЦФА [АО «Марка»] № 3815—3819, 4536—4540 и некоторые другие) были отпечатаны на Московской типографии Гознака (МТГ). Цельные вещи, включая односторонние почтовые карточки с оригинальными марками, печатались на МТГ, МПФГ, а также Пермской печатной фабрике Гознака.
В 1924 году коллекция Гознака успешно демонстрировалась в официальном классе первой Всесоюзной выставки по филателии и бонам в Москве.

## Современность
Гознак действует на основании Указа президента Российской Федерации «О федеральном государственном унитарном предприятии „Гознак“» от 26 августа 2005 года.
С 3 марта 2008 года Гознак стал стратегическим предприятием России.
5 июня 2014 года президент РФ подписал указ о преобразовании предприятия из ФГУП в открытое акционерное общество «Гознак», 100 % акций которого будет находиться в федеральной собственности.
Ливийские динары
С 2016 года Гознак печатает ливийские динары для непризнанного правительства Халифы Хафтара. 30 мая 2020 года правительство Мальты перехватило партию ливийских динаров, напечатанных Гознаком, на сумму более 1 млрд долл США.

## Собственники и руководство
Предприятие находится в федеральной собственности Российской Федерации.
Генеральный директор — Аркадий Трачук.

## Деятельность
В настоящее время в Федеральное государственное унитарное предприятие «Гознак» входят восемь предприятий-филиалов:
- Московский монетный двор
- Пермская печатная фабрика
- Санкт-Петербургская бумажная фабрика
- Санкт-Петербургский монетный двор
- Московская печатная фабрика Гознака
- НИИ Гознака
- Краснокамская бумажная фабрика Гознака
- Московская типография Гознака

Продукция объединения включает денежные знаки (банкноты), разменные и памятные монеты; паспорта и бланки документов, удостоверяющих личность; акцизные, специальные и почтовые марки; ордена, медали и другие награды; защищённая, специализированная бумага и бумага для офиса; GSM-карты и телефонные карты; пластиковые карты, в том числе банковские микропроцессорные системы; различные элементы защиты продукции (водяные знаки, краски, голограммы и т. п.), оборудование для обработки, учёта и контроля защищённой продукции. Ранее в ведение Гознака входило производство конвертов и почтовых карточек.
Указом Президента Российской Федерации от 5 июня 2014 года, предусматривающим преобразование объединения в акционерное общество, расширен также перечень приоритетных направлений деятельности Гознака, в него дополнительно включены: персонализация, хранение и обработка документов в интересах государственных органов.
На мировом рынке банкнотной бумаги и банкнот предприятие входит в число ведущих мировых поставщиков. Заказчиками продукции компании являются более 20 стран Азии, Африки и Европы, стран СНГ. В 2014 году Гознаком на экспорт было поставлено более 3400 тонн банкнотной бумаги и более 1,1 млрд готовых банкнот. Кроме того, компания производит на экспорт паспорта и монеты.
Объём продаж объединения за 2014 год — 44,2 млрд руб., прибыль до налогообложения — 11 032,2 млн руб.
Гознак является режимным предприятием.

## Санкции
6 октября 2022 года, на фоне вторжения России на Украину, «Гознак» внесен в санкционный список Евросоюза, так как он «несет ответственность за материальную или финансовую поддержку действий, которые подрывают или угрожают территориальной целостности, суверенитету и независимости Украины». Евросоюз отмечает, что «Гознак отвечает за печать всех российских паспортов, в том числе паспортов, распространяемых в оккупированных регионах Украины, в том числе в Донбассе, а также военных документов для оборонного сектора России. Раздача паспортов играет важную роль в попытке России «русифицировать» и дестабилизировать Украину».
26 сентября «Гознак» внесён в санкционные списки Великобритании, в обоснование санкций указывается, что Гознак, изготавливая бланки российских паспортов, осуществляет действия, которые дестабилизируют Украину.
12 июня 2024 года «Гознак» внесён в блокирующий санкционный список США против лиц, поддерживающих вредоносную деятельность России за рубежом, так как он «оказывает поддержку ФСБ, производя криптографическую продукцию. Гознак также участвует в изготовлении поддельной валюты по всему миру и несёт ответственность за печать поддельной ливийской валюты на сумму более 1 миллиарда долларов, что обострило экономические проблемы Ливии».
В середине октября 2022 года «Гознак» внесён в санкционные списки Швейцарии и Новой Зеландии.

## Память
В честь 175-летия с момента основания Гознака выпускалась почтовая марка России (1993), а к 190-летию и 200-летию предприятия — почтовый блок и памятная монета Банка России (2008).
- Почтовая марка России, посвящённая 175-летию Гознака (1993)
- Памятная монета Банка России — 190-летие Федерального государственного унитарного предприятия «Гознак», 25 000 рублей, масса — 3 кг чистого золота (2008)

30 июля 2018 года Банк России выпустил в обращение памятные серебряные монеты номиналом 3 рубля и 25 рублей серии «200 лет со дня основания Экспедиции заготовления государственных бумаг».

## Награды
- Орден «За доблестный труд» (4 октября 2024 года) — за большой вклад в укрепление и развитие экономического потенциала Российской Федерации[28]

### Комментарии
1. ↑  Банкноты  Гознака немного отличается от динаров, которые печатает для международно признанного правительства британская фирма De La Rue[14]

### Сноски
1. ↑  Official Journal of the European Union. Дата обращения: 9 октября 2022. Архивировано 8 октября 2022 года.
2. ↑  № 1220. 250 лет со дня рождения Августина Бетанкура (1758—1824), инженера, архитектора. Каталог. Марки. Издательско-торговый центр «Марка». — Информация о российской марке, посвящённой Бетанкуру — одному из организаторов Гознака. Дата обращения: 2 марта 2011. Архивировано 26 августа 2011 года.
3. ↑  Высочайше утвержденное мнение Государственного совета «Об учреждении Экспедиции заготовления государственных бумаг» // Полное собрание законов Российской империи с 1649 года. — СПб.: Типография II отделения Собственной Его Императорского Величества канцелярии, 1830. — Т. XXXV, 1818, № 27496. — С. 531—534. Архивировано 1 мая 2017 года.
4. ↑  Экспедиция заготовления государственных бумаг (ЭЗГБ) 1818—2008. ФГУП «Гознак». История в событиях, датах, судьбах. М.2008.С.7
5. ↑  Экспедиция заготовления государственных бумаг (ЭЗГБ) 1818—2008. ФГУП «Гознак». История в событиях, датах, судьбах. — М., 2008. — С. 64.
6. ↑  Филимонов В. П. Храм во имя преподобномученика Андрея Критского при Экспедиции Заготовления Государственных Бумаг — имена, даты, события Архивная копия от 11 июня 2020 на Wayback Machine // Крестом отверзается небо. Священномученик Философ Орнатский. Житие и подвиги, слова и поучения / В. П. Филимонов; Ред. А. В. Блинский. — СПб.: Издательство: Сатисъ, 2015. — 270 с. — ISBN 978-5-04-106231-6.
7. ↑  Экспедиция заготовления государственных бумаг (ЭЗГБ) 1818—2008. ФГУП «Гознак». История в событиях, датах, судьбах. М., 2008. С. 93.
8. ↑  Кулаков В. Филателия в Москве: первые итоги — новые задачи (1924—1925 годы) // Филателия : журн. — 1992. — № 1. — С. 48—50.
9. ↑  Указ Архивная копия от 29 декабря 2016 на Wayback Machine Президента Российской Федерации «О федеральном государственном унитарном предприятии „Гознак“» от 26 августа 2005 года.
10. ↑  См. Указ (недоступная ссылка) «О внесении изменения в перечень стратегических предприятий и стратегических акционерных обществ, утверждённый Указом Президента Российской Федерации от 4 августа 2004 г. № 1009». (недоступная ссылка) Проверено 1 июня 2018.
11. ↑  Указ Президента РФ от 5 июня 2014 № 414 «Об открытом акционерном обществе „Гознак“». Дата обращения: 21 июля 2015. Архивировано 5 февраля 2017 года.
12. ↑  Президент России подписал указ об акционировании «Гознака». Архивная копия от 5 июня 2014 на Wayback Machine | РИА Новости
13. ↑  Какие деньги в Ливии настоящие. США не хотят, чтобы Россия печатала купюры для Хафтара Архивная копия от 31 мая 2020 на Wayback Machine, BBC, 31.05.2020
14. ↑  США заявили о перехвате груза из России с ливийскими динарами на $1 млрд. Дата обращения: 31 мая 2020. Архивировано 8 июня 2020 года.
15. ↑  Указ Президента РФ от 5 июня 2014 № 414 «Об открытом акционерном обществе „Гознак“». Дата обращения: 31 августа 2015. Архивировано 4 марта 2016 года.
16. ↑  Гознак подписал контракт на изготовление и поставку на экспорт банкнотной бумаги в Индию. Дата обращения: 7 октября 2015. Архивировано 15 июня 2017 года.
17. ↑  ЕС ввел санкции против российского ЦИК и "Гознака" – DW – 06.10.2022. dw.com. Дата обращения: 27 декабря 2022. Архивировано 27 декабря 2022 года.
18. ↑  Official Journal L 259I/2022. eur-lex.europa.eu. Дата обращения: 27 декабря 2022. Архивировано 7 октября 2022 года.
19. ↑  Financial Sanctions Notice. Дата обращения: 27 декабря 2022. Архивировано 26 декабря 2022 года.
20. ↑  Великобритания ввела санкции против нескольких миллиардеров из России. Forbes.ru. Дата обращения: 27 декабря 2022. Архивировано 29 июня 2023 года.
21. ↑  Taking Additional Measures to Degrade Russia's Wartime Economy (англ.). United States Department of State (12 июня 2024). Дата обращения: 12 июня 2024.
22. ↑  США ввели санкции против 300 физлиц и компаний из России и стран, помогающих ей обходить наложенные Белым домом ограничения. Настоящее Время (12 июня 2024). Дата обращения: 12 июня 2024.
23. ↑  Несут ответственность за разработки. В санкционный список США внесли семь компаний из Петербурга. ФОНТАНКА.ру - новости Санкт-Петербурга (12 июня 2024). Дата обращения: 12 июня 2024. Архивировано 12 июня 2024 года.
24. ↑  Алина Разумова. Швейцария ввела санкции против "Гознака" - Frank Media. Frank RG (12 октября 2022). Дата обращения: 27 декабря 2022. Архивировано 27 декабря 2022 года.
25. ↑  № 114. 175 лет Гознаку. Каталог. Марки. Издательско-торговый центр «Марка». Дата обращения: 2 марта 2011. Архивировано 26 августа 2011 года.
26. ↑  № 1265. К 190-летию Гознака. Каталог. Марки. Издательско-торговый центр «Марка». Дата обращения: 2 марта 2011. Архивировано 26 августа 2011 года.
27. ↑  О выпуске в обращение памятных монет из драгоценного металла. Дата обращения: 31 июля 2018. Архивировано 31 июля 2018 года.
28. ↑  Указ Президента Российской Федерации от 4 октября 2024 года № 853 «О награждении государственными наградами Российской Федерации». Дата обращения: 4 октября 2024. Архивировано 7 октября 2024 года.